# Porta de Amor
Porta de Amor é o décimo terceiro álbum de estúdio da cantora brasileira Shirley Carvalhaes, lançado no ano de 1989 pela gravadora Rocha Eterna.
Do repertório, destaca-se a faixa-título, "Mar Bravio", "Pai" e "Porto Seguro".
Posteriormente foi relançado pelas gravadoras Nancel Produções e Quality Music.
Em 2019, foi eleito o 66º melhor álbum da década de 1980 em lista publicada pelo portal Super Gospel.

## Faixas
1. Mar Bravio (Paulo César Silva) - 4:44
2. Jesus Eu Te Amo (Marcio Eduardo) - 2:42
3. Pai (Joab Costa) - 2:39
4. Prole Perdida (Arnaldo Miranda) - 3:28
5. Voaremos (Arnaldo Miranda) - 3:07
6. Porta de Amor (Paulo César Silva) - 3:47
7. Verei Jesus (Misael Nascimento) - 4:41
8. Porto Seguro (Mário Fernando) - 5:10
9. Terra Prometida (Mário Fernando) - 2:32
10. Homem da Cruz (Abel Felipe) - 3:16

## Créditos
- Arranjos: Don Ney
- Guitarra Base, Guitarra Solo, Bandolim e Violão: Carlinhos Patriolino
- Harmônica Solo na música "Voaremos": Bebeto
- Gravado e Mixado por: Don Ney
- Vocal: Grupo Plena Paz
- Participação Especial: Marinho
- Produção: Shirley CarvalhaesReferências

1. ↑  «Shirley Carvalhaes (Discografia)». Apreço Musical. Consultado em 29 de julho de 2013
2. ↑  «Discografia Shirley Carvalhaes». Super Gospel. Consultado em 29 de julho de 2013
3. ↑  «100 melhores álbuns dos anos 1980». Super Gospel. Consultado em 27 de agosto de 2019. Cópia arquivada em 27 de agosto de 2019